# Ko-iwa
Der Ko-iwa (Transkription von japanisch 小岩 ‚Kleiner Felsen‘, norwegisch Veslenuten) ist eine Felsformation an der Kronprinz-Olav-Küste im ostantarktischen Königin-Maud-Land. Er ragt 5,5 km westlich des Oku-iwa-Gletschers auf.
Luftaufnahmen und Vermessungen einer von 1957 bis 1962 dauernden japanischen Antarktisexpedition, im Zuge derer auch die deskriptive Benennung erfolgte, dienten seiner Kartierung.